# Lasioglossum perichlarum
Lasioglossum perichlarum är en biart som först beskrevs av Cockerell 1937.  Lasioglossum perichlarum ingår i släktet smalbin, och familjen vägbin. Inga underarter finns listade i Catalogue of Life.